# دان سبنسر
دان سبنسر (بالإنجليزية: Dan Spencer)‏ هو لاعب كرة قاعدة أمريكي، ولد في 10 سبتمبر 1965 في فانكوفر في الولايات المتحدة.